# روبرتو سوسا (بازیکن فوتبال آرژانتین)
روبرتو سوسا (اسپانیایی: Roberto Sosa‎؛ زادهٔ ۲۴ ژانویهٔ ۱۹۷۵) بازیکن فوتبال اهل آرژانتین است.

## هنرپیشگی
از فیلم‌ها یا برنامه‌های تلویزیونی که وی در آن نقش داشته‌است می‌توان به بیگانه را بگیر اشاره کرد.

## باشگاهی
از باشگاه‌هایی که در آن بازی کرده‌است می‌توان به باشگاه فوتبال آسکولی، باشگاه فوتبال بوکا جونیورز، باشگاه فوتبال مسینا، باشگاه فوتبال جیمناسیا لاپلاتا، باشگاه فوتبال ناپولی، و باشگاه فوتبال اودینزه اشاره کرد.